# SP시스템스
주식회사 SP시스템스(영어: SP Systems)는 경상남도 양산시 어곡공단로 123에 본사를 둔 스마트 팩토리 솔루션 기업이다.

## 역사 및 현황
1988년에 설립되어 로봇자동화 제조 시스템 구축, 일반 산업기계 제조/판매, 자동차 및 2차 전지 부품 제조/가공/판매, 소프트웨어 개발/제조/판매/서비스 등을 사업목적으로 하고 있으며, 2019년 8월에 코스닥 시장에 상장하였다.

## 같이 보기
- 두산로보틱스